# Браян Агерн
Браян Агерн (англ. Brian Aherne, при народженні Вільям Браян де Лейсі Агерн (англ. William Brian de Lacy Aherne; 2 травня 1902 — 10 лютого 1986) — британський актор, що багато знімався в Голлівуді.
Народився у Великій Британії у графстві Вустершир у сім'ї архітектора Вільяма де Лейсі Агерна та його дружини Луїзи. Освіту здобув у Бірмінгемі, Лондоні та Малверні, де стартувала його акторська кар'єра. З 1924 року Агерн став з'являтися на великому екрані, де запам'ятався своїми ролями у фільмах «Підземка» (1928), «Пісня пісней» (1933), «Вічність і один день» (1943), «Я сповідуюсь» (1953) та «Титанік» (1953). В 1940 рокі за участь в історичній драмі «Хуарес» його було номіновано на «Премію „Оскар“ за найкращу чоловічу роль другого плану». Крім цього, він багато грав на Бродвеї, починаючи з 1931 і закінчуючи 1960 роком. З початку 1950-х актор знімався і на телебаченні, де в нього були ролі в серіалах «Діснейленд», «Караван возів», «Сиром'яний тин» та «Сутінкова зона». 1969 року, через два роки після завершення кар'єри, Агерн опублікував автобіографію «Належна робота».
Внесок Браяна Агерна у кіноіндустрію США відзначено зіркою на Голлівудській алеї слави.

## Особисте життя і смерть
Між 1939 і 1945 роками Агерн був одружений з актрисою Джоан Фонтейн; шлюб закінчився розлученням.
У 1946 році він одружився з Елеонор де Лягре Лаброт і їхній союз тривав до його смерть у 1986 році.
Актор помер від серцевого нападу у Флориді 1986 року у віці 83 років.
Ахерн опублікував свою автобіографію «A Proper Job» у 1969 році, а також «A Dreadful Man» (1979), біографію свого близького друга Джорджа Сандерса.

## Фільмографія
- 1938 — Весело ми живемо / Merrily We Live — Вейд Роулінс
- 1939 — Хуарес / Juarez — імператор Максиміліан фон Габсбург
- 1943 — Вічність і один день / Forever and a Day — Джим Трімбл
- 1943 — Яка жінка! / What a Woman! — Генрі Пеппер
- 1953 — Я сповідаюся / I Confess
- 1959 — Найкраще / The Best of Everything
- 1963 — Ланселот і Гвіневра / Lancelot and Guinevere